# Megaloop
De Megaloop is een hardloopwedstrijd die jaarlijks georganiseerd wordt in Landgraaf.
De organisatie van de megaloop is in handen van Sport & Leisurepark Landgraaf
De volgende zesde editie van de Megaloop wordt gehouden op 3 juni 2012.

## Parcours
Tijdens het evenement kunnen er zes verschillende afstanden gelopen worden variërend van 0,5 tot 15 km. Het parcours van alle wedstrijden loopt in de buurt en over de heuvel en het terrein van SnowWorld in Landgraaf.
Er vinden tevens een aantal kidsruns plaats. Deze zijn verdeeld in leeftijdscategorieën